# Danh sách cầu thủ tham dự Giải vô địch bóng đá nữ thế giới 2015
Dưới đây là danh sách cầu thủ tham dự Giải vô địch bóng đá nữ thế giới 2015 tổ chức tại Canada từ 6 tháng 6 tới 5 tháng 7 năm 2015. 24 đội tuyển quốc gia tham dự giải đăng ký 23 cầu thủ. Hạn chốt danh sách cầu thủ của FIFA là 25 tháng 5 năm 2015.
Cầu thủ được đánh dấu (c) là đội trưởng. Tổng số trận đấu và bàn thắng, câu lạc bộ chủ quản, tuổi của cầu thủ tính đến trước lễ khai mạc giải vào ngày 6 tháng 6 năm 2015.

## Bảng A

### Canada
Danh sách 23 cầu thủ được công bố ngày 27 tháng 4 năm 2015.
Huấn luyện viên trưởng: John Herdman
| Số | VT | Cầu thủ                | Ngày sinh (tuổi)            | Trận | Bàn | Câu lạc bộ           |
| -- | -- | ---------------------- | --------------------------- | ---- | --- | -------------------- |
| 1  | TM | Erin McLeod            | 26 tháng 2, 1983 (32 tuổi)  | 104  | 0   | Houston Dash         |
| 2  | HV | Emily Zurrer           | 12 tháng 7, 1987 (27 tuổi)  | 82   | 3   | Jitex BK             |
| 3  | HV | Kadeisha Buchanan      | 5 tháng 11, 1995 (19 tuổi)  | 34   | 2   | ĐH Tây Virginia      |
| 4  | HV | Carmelina Moscato      | 2 tháng 5, 1984 (31 tuổi)   | 91   | 2   | Cầu thủ tự do        |
| 5  | HV | Robyn Gayle            | 31 tháng 10, 1985 (29 tuổi) | 81   | 2   | Cầu thủ tự do        |
| 6  | TV | Kaylyn Kyle            | 6 tháng 10, 1988 (26 tuổi)  | 95   | 6   | Portland Thorns      |
| 7  | HV | Rhian Wilkinson        | 12 tháng 5, 1982 (33 tuổi)  | 163  | 7   | Portland Thorns      |
| 8  | TV | Diana Matheson         | 6 tháng 4, 1984 (31 tuổi)   | 166  | 15  | Washington Spirit    |
| 9  | TĐ | Josée Bélanger         | 14 tháng 5, 1986 (29 tuổi)  | 29   | 5   | Cầu thủ tự do        |
| 10 | HV | Lauren Sesselmann      | 14 tháng 8, 1983 (31 tuổi)  | 41   | 0   | Houston Dash         |
| 11 | TV | Desiree Scott          | 31 tháng 7, 1987 (27 tuổi)  | 89   | 0   | Notts County         |
| 12 | TĐ | Christine Sinclair (c) | 12 tháng 6, 1983 (31 tuổi)  | 222  | 153 | Portland Thorns      |
| 13 | TV | Sophie Schmidt         | 28 tháng 6, 1988 (26 tuổi)  | 131  | 15  | Cầu thủ tự do        |
| 14 | TĐ | Melissa Tancredi       | 27 tháng 12, 1981 (33 tuổi) | 99   | 22  | Chicago Red Stars    |
| 15 | HV | Allysha Chapman        | 25 tháng 1, 1989 (26 tuổi)  | 11   | 1   | Houston Dash         |
| 16 | TĐ | Jonelle Filigno        | 24 tháng 9, 1990 (24 tuổi)  | 68   | 11  | Sky Blue             |
| 17 | TV | Jessie Fleming         | 11 tháng 3, 1998 (17 tuổi)  | 15   | 1   | Nor'West Soccer Club |
| 18 | TV | Selenia Iacchelli      | 5 tháng 6, 1986 (29 tuổi)   | 4    | 0   | Cầu thủ tự do        |
| 19 | TĐ | Adriana Leon           | 2 tháng 10, 1992 (22 tuổi)  | 33   | 5   | Chicago Red Stars    |
| 20 | HV | Marie-Ève Nault        | 16 tháng 2, 1982 (33 tuổi)  | 67   | 0   | Cầu thủ tự do        |
| 21 | TM | Stephanie Labbé        | 10 tháng 10, 1986 (28 tuổi) | 20   | 0   | Cầu thủ tự do        |
| 22 | TV | Ashley Lawrence        | 11 tháng 6, 1995 (19 tuổi)  | 17   | 0   | ĐH Tây Virginia      |
| 23 | TM | Karina LeBlanc         | 30 tháng 3, 1980 (35 tuổi)  | 110  | 0   | Chicago Red Stars    |

### Hà Lan
Danh sách 23 cầu thủ được công bố ngày 10 tháng 5 năm 2015. Claudia van den Heiligenberg chấn thương và được thay thế bằng Shanice van de Sanden.
Huấn luyện viên trưởng: Roger Reijners
| Số | VT | Cầu thủ                | Ngày sinh (tuổi)            | Trận | Bàn | Câu lạc bộ              |
| -- | -- | ---------------------- | --------------------------- | ---- | --- | ----------------------- |
| 1  | TM | Loes Geurts            | 12 tháng 1, 1986 (29 tuổi)  | 103  | 0   | Kopparbergs/Göteborg FC |
| 2  | TV | Desiree van Lunteren   | 30 tháng 12, 1992 (22 tuổi) | 21   | 0   | AFC Ajax                |
| 3  | HV | Stefanie van der Gragt | 16 tháng 8, 1992 (22 tuổi)  | 22   | 1   | Telstar                 |
| 4  | HV | Mandy van den Berg (c) | 26 tháng 8, 1990 (24 tuổi)  | 57   | 3   | LSK Kvinner FK          |
| 5  | HV | Petra Hogewoning       | 26 tháng 3, 1986 (29 tuổi)  | 96   | 0   | AFC Ajax                |
| 6  | TĐ | Anouk Dekker           | 15 tháng 11, 1986 (28 tuổi) | 38   | 5   | FC Twente               |
| 7  | TĐ | Manon Melis            | 31 tháng 8, 1986 (28 tuổi)  | 123  | 54  | Kopparbergs/Göteborg FC |
| 8  | TV | Sherida Spitse         | 29 tháng 5, 1990 (25 tuổi)  | 104  | 15  | LSK Kvinner FK          |
| 9  | TĐ | Vivianne Miedema       | 15 tháng 7, 1996 (18 tuổi)  | 23   | 19  | FC Bayern München       |
| 10 | TV | Daniëlle van de Donk   | 5 tháng 8, 1991 (23 tuổi)   | 35   | 6   | PSV/FC Eindhoven        |
| 11 | TV | Lieke Martens          | 16 tháng 12, 1992 (22 tuổi) | 49   | 20  | Kopparbergs/Göteborg FC |
| 12 | HV | Dyanne Bito            | 10 tháng 8, 1981 (33 tuổi)  | 146  | 6   | Telstar                 |
| 13 | HV | Dominique Janssen      | 17 tháng 1, 1995 (20 tuổi)  | 6    | 0   | SGS Essen               |
| 14 | TV | Anouk Hoogendijk       | 6 tháng 5, 1985 (30 tuổi)   | 101  | 9   | AFC Ajax                |
| 15 | TV | Merel van Dongen       | 11 tháng 2, 1993 (22 tuổi)  | 4    | 1   | AFC Ajax                |
| 16 | TM | Sari van Veenendaal    | 3 tháng 4, 1990 (25 tuổi)   | 13   | 0   | FC Twente               |
| 17 | TV | Tessel Middag          | 23 tháng 12, 1992 (22 tuổi) | 24   | 3   | AFC Ajax                |
| 18 | HV | Maran van Erp          | 3 tháng 12, 1990 (24 tuổi)  | 1    | 0   | PSV/FC Eindhoven        |
| 19 | TĐ | Kirsten van de Ven     | 11 tháng 5, 1985 (30 tuổi)  | 82   | 16  | FC Rosengård            |
| 20 | TV | Jill Roord             | 22 tháng 4, 1997 (18 tuổi)  | 5    | 1   | FC Twente               |
| 21 | TV | Vanity Lewerissa       | 1 tháng 4, 1991 (24 tuổi)   | 4    | 0   | Standard Liège          |
| 22 | TĐ | Shanice van de Sanden  | 2 tháng 10, 1992 (22 tuổi)  | 15   | 3   | FC Twente               |
| 23 | TM | Angela Christ          | 6 tháng 3, 1989 (26 tuổi)   | 13   | 0   | PSV/FC Eindhoven        |

### New Zealand
Đội hình 20 cầu thủ được công bố ngày 19 tháng 3 năm 2015. Danh sách cuối cùng được công bố ngày 14 tháng 5 năm 2015.
Huấn luyện viên trưởng: Tony Readings
| Số | VT | Cầu thủ          | Ngày sinh (tuổi)            | Trận | Bàn | Câu lạc bộ           |
| -- | -- | ---------------- | --------------------------- | ---- | --- | -------------------- |
| 1  | TM | Erin Nayler      | 17 tháng 4, 1992 (23 tuổi)  | 28   | 0   | Norwest United       |
| 2  | HV | Ria Percival     | 7 tháng 12, 1989 (25 tuổi)  | 103  | 11  | USV Jena             |
| 3  | HV | Anna Green       | 20 tháng 8, 1990 (24 tuổi)  | 55   | 7   | Cầu thủ tự do        |
| 4  | TV | Katie Hoyle      | 1 tháng 2, 1988 (27 tuổi)   | 102  | 1   | FC Zürich            |
| 5  | HV | Abby Erceg (c)   | 20 tháng 11, 1989 (25 tuổi) | 113  | 4   | Chicago Red Stars    |
| 6  | HV | Rebekah Stott    | 17 tháng 6, 1993 (21 tuổi)  | 39   | 0   | Cầu thủ tự do        |
| 7  | HV | Ali Riley        | 30 tháng 10, 1987 (27 tuổi) | 92   | 1   | FC Rosengård         |
| 8  | TĐ | Jasmine Pereira  | 20 tháng 7, 1996 (18 tuổi)  | 8    | 0   | Three Kings United   |
| 9  | TĐ | Amber Hearn      | 28 tháng 11, 1984 (30 tuổi) | 99   | 45  | USV Jena             |
| 10 | TĐ | Sarah Gregorius  | 6 tháng 8, 1987 (27 tuổi)   | 66   | 23  | AS Elfen Saitama     |
| 11 | TV | Kirsty Yallop    | 4 tháng 11, 1986 (28 tuổi)  | 89   | 12  | Vittsjö GIK          |
| 12 | TV | Betsy Hassett    | 4 tháng 8, 1990 (24 tuổi)   | 79   | 8   | Cầu thủ tự do        |
| 13 | TĐ | Rosie White      | 6 tháng 6, 1993 (22 tuổi)   | 69   | 14  | Cầu thủ tự do        |
| 14 | TV | Katie Bowen      | 15 tháng 4, 1994 (21 tuổi)  | 26   | 0   | Đại học Bắc Carolina |
| 15 | HV | Meikayla Moore   | 4 tháng 6, 1996 (19 tuổi)   | 10   | 0   | Eastern Suburbs      |
| 16 | TV | Annalie Longo    | 1 tháng 7, 1991 (23 tuổi)   | 78   | 6   | Coastal Spirit       |
| 17 | TĐ | Hannah Wilkinson | 28 tháng 5, 1992 (23 tuổi)  | 69   | 22  | Đại học Tennessee    |
| 18 | HV | Catherine Bott   | 22 tháng 4, 1995 (20 tuổi)  | 1    | 0   | Forrest Hill Milford |
| 19 | TV | Evie Millynn     | 23 tháng 11, 1994 (20 tuổi) | 2    | 0   | Eastern Suburbs      |
| 20 | TV | Daisy Cleverley  | 30 tháng 4, 1997 (18 tuổi)  | 3    | 2   | Forrest Hill Milford |
| 21 | TM | Rebecca Rolls    | 22 tháng 8, 1975 (39 tuổi)  | 21   | 0   | Three Kings United   |
| 22 | TĐ | Emma Kete        | 1 tháng 9, 1987 (27 tuổi)   | 48   | 3   | Fencibles United     |
| 23 | TM | Cushla Lichtwark | 29 tháng 11, 1980 (34 tuổi) | 0    | 0   | Hutt City            |

### Trung Quốc
Danh sách sơ bộ 29 người được tiết lộ vào ngày 17 tháng 4 năm 2015, và giảm xuống còn 25 vào ngày 14 tháng 5 năm 2015. Danh sách 23 cầu thủ được công bố ngày 28 tháng 5 năm 2015.
Huấn luyện viên trưởng: Hách Vĩ
| Số | VT | Cầu thủ           | Ngày sinh (tuổi)            | Trận | Bàn | Câu lạc bộ                |
| -- | -- | ----------------- | --------------------------- | ---- | --- | ------------------------- |
| 1  | TM | Trương Việt       | 30 tháng 9, 1990 (24 tuổi)  | 48   | 0   | Bắc Kinh Khống Cổ         |
| 2  | HV | Lưu Sam Sam       | 16 tháng 3, 1992 (23 tuổi)  | 33   | 0   | Hà Bắc Trung Cơ           |
| 3  | HV | Bàng Phong Nguyệt | 19 tháng 1, 1989 (26 tuổi)  | 50   | 7   | Đại Liên Tuấn Phong       |
| 4  | HV | Lý Giai Duyệt     | 8 tháng 6, 1990 (24 tuổi)   | 45   | 1   | Thượng Hải Vinpac         |
| 5  | HV | Ngô Hải Yến (c)   | 26 tháng 2, 1993 (22 tuổi)  | 50   | 0   | Sơn Đông                  |
| 6  | HV | Lý Đông Na        | 6 tháng 12, 1988 (26 tuổi)  | 50   | 5   | Suwon FMC                 |
| 7  | TV | Hưa Yến Lộ        | 16 tháng 9, 1991 (23 tuổi)  | 27   | 3   | Giang Tô Hoa Thái         |
| 8  | TV | Mã Quân           | 6 tháng 3, 1989 (26 tuổi)   | 50   | 15  | Daejeon Sportstoto        |
| 9  | HV | Vương San San     | 27 tháng 1, 1990 (25 tuổi)  | 41   | 0   | Thiên Tân Hối Sâm         |
| 10 | TĐ | Lý Ảnh            | 7 tháng 1, 1993 (22 tuổi)   | 8    | 2   | Sơn Đông                  |
| 11 | TV | Vương Sương       | 23 tháng 1, 1995 (20 tuổi)  | 11   | 1   | Đại học Giang Hán Vũ Hán  |
| 12 | TM | Vương Phi         | 22 tháng 3, 1990 (25 tuổi)  | 52   | 0   | Turbine Potsdam           |
| 13 | TV | Đường Giai Lệ     | 16 tháng 3, 1995 (20 tuổi)  | 10   | 2   | Thượng Hải Vinpac         |
| 14 | TĐ | Triệu Dung        | 2 tháng 8, 1991 (23 tuổi)   | 14   | 0   | Bắc Kinh Khống Cổ         |
| 15 | TV | Lôi Giai Tuệ      | 22 tháng 9, 1995 (19 tuổi)  | 6    | 0   | Hà Nam                    |
| 16 | TĐ | Lâu Giai Huệ      | 26 tháng 5, 1991 (24 tuổi)  | 45   | 1   | Hà Nam                    |
| 17 | TĐ | Cổ Nhã Sa         | 28 tháng 11, 1990 (24 tuổi) | 87   | 10  | Bắc Kinh Khống Cổ         |
| 18 | TV | Hàn Bằng          | 20 tháng 12, 1989 (25 tuổi) | 52   | 3   | Thiên Tân Hối Sâm         |
| 19 | TV | Đàm Như Ân        | 17 tháng 7, 1994 (20 tuổi)  | 8    | 0   | Xổ số Thể thao Quảng Đông |
| 20 | TV | Trương Duệ        | 17 tháng 1, 1989 (26 tuổi)  | 60   | 11  | Quân Giải phóng Nhân dân  |
| 21 | TV | Vương Lệ Tư       | 28 tháng 11, 1991 (23 tuổi) | 45   | 5   | Giang Tô Hoa Thái         |
| 22 | TM | Triệu Lệ Na       | 18 tháng 9, 1991 (23 tuổi)  | 0    | 0   | Thượng Hải Vinpac         |
| 23 | TV | Nhậm Quế Tân      | 19 tháng 12, 1988 (26 tuổi) | 45   | 5   | Trường Xuân Trác Việt     |

## Bảng B

### Bờ Biển Ngà
Đội hình 21 cầu thủ được công bố vào ngày 15 tháng 5 năm 2015.
Huấn luyện viên trưởng: Clémentine Touré
| Số | VT | Cầu thủ                | Ngày sinh (tuổi)            | Trận | Bàn | Câu lạc bộ           |
| -- | -- | ---------------------- | --------------------------- | ---- | --- | -------------------- |
| 1  | TM | Lydie Saki             | 22 tháng 12, 1984 (30 tuổi) | 27   | 0   | Juventus de Yopougon |
| 2  | HV | Fatou Coulibaly        | 13 tháng 2, 1987 (28 tuổi)  | 31   | 1   | Juventus de Yopougon |
| 3  | HV | Djelika Coulibaly      | 22 tháng 2, 1984 (31 tuổi)  | 29   | 0   | Juventus de Yopougon |
| 4  | HV | Nina Kpaho             | 30 tháng 12, 1996 (18 tuổi) | 12   | 0   | Juventus de Yopougon |
| 5  | HV | Mariam Diakité         | 11 tháng 4, 1995 (20 tuổi)  | 12   | 9   | ES Abobo             |
| 6  | TV | Rita Akaffou           | 5 tháng 12, 1986 (28 tuổi)  | 33   | 4   | Juventus de Yopougon |
| 7  | TĐ | Nadege Essoh           | 5 tháng 5, 1990 (25 tuổi)   | 29   | 4   | Juventus de Yopougon |
| 8  | TĐ | Ines Nrehy             | 1 tháng 10, 1993 (21 tuổi)  | 17   | 13  | WFC Rossiyanka       |
| 9  | TĐ | Sandrine Niamien       | 30 tháng 8, 1994 (20 tuổi)  | 2    | 1   | ES Abobo             |
| 10 | TĐ | Ange N'Guessan         | 18 tháng 11, 1990 (24 tuổi) | 19   | 3   | Omness de Dabou      |
| 11 | TĐ | Rebecca Elloh          | 25 tháng 12, 1994 (20 tuổi) | 15   | 2   | Onze Sœurs de Gagnoa |
| 12 | TV | Ida Guehai             | 15 tháng 7, 1994 (20 tuổi)  | 22   | 1   | Kristianstads DFF    |
| 13 | HV | Fernande Tchetche      | 20 tháng 6, 1988 (26 tuổi)  | 19   | 0   | Omness de Dabou      |
| 14 | TĐ | Josée Nahi             | 29 tháng 5, 1989 (26 tuổi)  | 18   | 12  | Zvezda 2005 Perm     |
| 15 | TV | Christine Lohoues      | 18 tháng 10, 1992 (22 tuổi) | 22   | 1   | Onze Sœurs de Gagnoa |
| 16 | TM | Dominique Thiamale (c) | 20 tháng 5, 1982 (33 tuổi)  | 27   | 0   | Omness de Dabou      |
| 17 | TĐ | Nadège Cissé           | 4 tháng 4, 1997 (18 tuổi)   | 6    | 0   | ES Abobo             |
| 18 | TV | Binta Diakité          | 7 tháng 5, 1988 (27 tuổi)   | 20   | 2   | ASF Medenine         |
| 19 | TV | Jessica Aby            | 16 tháng 6, 1998 (16 tuổi)  | 1    | 0   | Onze Sœurs de Gagnoa |
| 20 | TV | Aminata Haidara        | 13 tháng 5, 1997 (18 tuổi)  | 4    | 0   | Onze Sœurs de Gagnoa |
| 21 | HV | Sophie Aguie           | 31 tháng 12, 1996 (18 tuổi) | 4    | 0   | Omness de Dabou      |
| 22 | HV | Raymonde Kacou         | 7 tháng 1, 1987 (28 tuổi)   | 6    | 0   | Juventus de Yopougon |
| 23 | TM | Cynthia Djohore        | 16 tháng 12, 1987 (27 tuổi) | 27   | 0   | Onze Sœurs de Gagnoa |

### Đức
Danh sách sơ bộ 27 cầu thủ được công bố ngày 11 tháng 5 năm 2015. Đội hình chính thức được công khai ngày 24 tháng 5 năm 2015.
Huấn luyện viên trưởng: Silvia Neid
| Số | VT | Cầu thủ            | Ngày sinh (tuổi)            | Trận | Bàn | Câu lạc bộ             |
| -- | -- | ------------------ | --------------------------- | ---- | --- | ---------------------- |
| 1  | TM | Nadine Angerer (c) | 10 tháng 11, 1978 (36 tuổi) | 139  | 0   | Portland Thorns        |
| 2  | HV | Bianca Schmidt     | 23 tháng 1, 1990 (25 tuổi)  | 48   | 3   | 1. FFC Frankfurt       |
| 3  | HV | Saskia Bartusiak   | 9 tháng 9, 1982 (32 tuổi)   | 80   | 1   | 1. FFC Frankfurt       |
| 4  | HV | Leonie Maier       | 29 tháng 9, 1992 (22 tuổi)  | 25   | 3   | FC Bayern München      |
| 5  | HV | Annike Krahn       | 1 tháng 7, 1985 (29 tuổi)   | 117  | 5   | Paris Saint-Germain    |
| 6  | TV | Simone Laudehr     | 12 tháng 7, 1986 (28 tuổi)  | 88   | 24  | 1. FFC Frankfurt       |
| 7  | TV | Melanie Behringer  | 18 tháng 11, 1985 (29 tuổi) | 104  | 26  | FC Bayern München      |
| 8  | TĐ | Pauline Bremer     | 10 tháng 4, 1996 (19 tuổi)  | 5    | 0   | 1. FFC Turbine Potsdam |
| 9  | TĐ | Lena Lotzen        | 11 tháng 9, 1993 (21 tuổi)  | 22   | 4   | FC Bayern München      |
| 10 | TV | Dzsenifer Marozsán | 18 tháng 4, 1992 (23 tuổi)  | 48   | 25  | 1. FFC Frankfurt       |
| 11 | TĐ | Anja Mittag        | 16 tháng 5, 1985 (30 tuổi)  | 120  | 33  | FC Rosengård           |
| 12 | TM | Almuth Schult      | 9 tháng 2, 1991 (24 tuổi)   | 20   | 0   | VfL Wolfsburg          |
| 13 | TĐ | Célia Šašić        | 27 tháng 6, 1988 (26 tuổi)  | 104  | 57  | 1. FFC Frankfurt       |
| 14 | HV | Babett Peter       | 12 tháng 5, 1988 (27 tuổi)  | 89   | 4   | VfL Wolfsburg          |
| 15 | HV | Jennifer Cramer    | 24 tháng 2, 1993 (22 tuổi)  | 21   | 0   | 1. FFC Turbine Potsdam |
| 16 | TV | Melanie Leupolz    | 14 tháng 4, 1994 (21 tuổi)  | 28   | 5   | FC Bayern München      |
| 17 | HV | Josephine Henning  | 8 tháng 9, 1989 (25 tuổi)   | 25   | 0   | Paris Saint-Germain    |
| 18 | TĐ | Alexandra Popp     | 6 tháng 4, 1991 (24 tuổi)   | 54   | 27  | VfL Wolfsburg          |
| 19 | TĐ | Lena Petermann     | 5 tháng 2, 1994 (21 tuổi)   | 2    | 0   | SC Freiburg            |
| 20 | TV | Lena Goeßling      | 8 tháng 3, 1986 (29 tuổi)   | 72   | 8   | VfL Wolfsburg          |
| 21 | TM | Laura Benkarth     | 14 tháng 10, 1992 (22 tuổi) | 0    | 0   | SC Freiburg            |
| 22 | HV | Tabea Kemme        | 14 tháng 12, 1991 (23 tuổi) | 13   | 0   | 1. FFC Turbine Potsdam |
| 23 | TV | Sara Däbritz       | 15 tháng 2, 1995 (20 tuổi)  | 16   | 0   | SC Freiburg            |

### Na Uy
Danh sách 35 cầu thủ dự kiến được công bố ngày 23 tháng 4 năm 2015. Danh sách 23 cầu thủ được công bố ngày 13 tháng 5. Do chấn thương nên Caroline Graham Hansen được thay thế bằng Anja Sønstevold.
Huấn luyện viên trưởng: Even Pellerud
| Số | VT | Cầu thủ                    | Ngày sinh (tuổi)            | Trận | Bàn | Câu lạc bộ        |
| -- | -- | -------------------------- | --------------------------- | ---- | --- | ----------------- |
| 1  | TM | Ingrid Hjelmseth           | 10 tháng 4, 1980 (35 tuổi)  | 92   | 0   | Stabæk            |
| 2  | HV | Maria Thorisdottir         | 5 tháng 6, 1993 (22 tuổi)   | 5    | 0   | Klepp IL          |
| 3  | HV | Marita Skammelsrud Lund    | 29 tháng 1, 1989 (26 tuổi)  | 62   | 2   | LSK Kvinner FK    |
| 4  | TV | Gry Tofte Ims              | 2 tháng 3, 1986 (29 tuổi)   | 42   | 4   | Klepp IL          |
| 5  | TĐ | Lisa-Marie Karlseng Utland | 19 tháng 9, 1992 (22 tuổi)  | 1    | 0   | Trondheims-Ørn SK |
| 6  | TV | Maren Mjelde               | 6 tháng 11, 1989 (25 tuổi)  | 87   | 10  | Avaldsnes IL      |
| 7  | HV | Trine Rønning (c)          | 14 tháng 6, 1982 (32 tuổi)  | 153  | 21  | Stabæk            |
| 8  | TV | Solveig Gulbrandsen        | 12 tháng 1, 1981 (34 tuổi)  | 179  | 53  | Kolbotn           |
| 9  | TĐ | Isabell Herlovsen          | 23 tháng 6, 1988 (26 tuổi)  | 100  | 41  | LSK Kvinner FK    |
| 10 | TV | Anja Sønstevold            | 21 tháng 6, 1992 (22 tuổi)  | 3    | 0   | LSK Kvinner FK    |
| 11 | HV | Nora Holstad Berge         | 26 tháng 3, 1987 (28 tuổi)  | 46   | 1   | FC Bayern München |
| 12 | TM | Silje Vesterbekkmo         | 22 tháng 6, 1983 (31 tuổi)  | 8    | 0   | Røa IL            |
| 13 | HV | Ingrid Moe Wold            | 29 tháng 1, 1990 (25 tuổi)  | 10   | 1   | LSK Kvinner FK    |
| 14 | TV | Ingrid Schjelderup         | 21 tháng 12, 1987 (27 tuổi) | 9    | 0   | Stabæk            |
| 15 | HV | Marit Sandvei              | 21 tháng 5, 1987 (28 tuổi)  | 7    | 0   | LSK Kvinner FK    |
| 16 | TĐ | Elise Thorsnes             | 14 tháng 8, 1988 (26 tuổi)  | 81   | 16  | Avaldsnes IL      |
| 17 | TV | Lene Mykjåland             | 20 tháng 2, 1987 (28 tuổi)  | 78   | 11  | LSK Kvinner FK    |
| 18 | TĐ | Melissa Bjånesøy           | 18 tháng 4, 1992 (23 tuổi)  | 20   | 4   | Stabæk            |
| 19 | TV | Kristine Minde             | 8 tháng 8, 1992 (22 tuổi)   | 47   | 6   | Linköpings FC     |
| 20 | TĐ | Emilie Haavi               | 16 tháng 6, 1992 (22 tuổi)  | 40   | 11  | LSK Kvinner FK    |
| 21 | TĐ | Ada Hegerberg              | 10 tháng 7, 1995 (19 tuổi)  | 34   | 16  | Olympique Lyon    |
| 22 | TĐ | Hege Hansen                | 24 tháng 10, 1990 (24 tuổi) | 9    | 4   | Klepp IL          |
| 23 | TM | Cecilie Fiskerstrand       | 20 tháng 3, 1996 (19 tuổi)  | 3    | 0   | Stabæk            |

### Thái Lan
Đội hình dự kiến 28 người được công bố ngày 19 tháng 5 năm 2015. Đội hình chính thức được lên danh sách vào ngày 26 tháng 5 năm 2015.
Huấn luyện viên trưởng: Nuengruethai Sathongwien
| Số | VT | Cầu thủ                  | Ngày sinh (tuổi)            | Trận | Bàn | Câu lạc bộ           |
| -- | -- | ------------------------ | --------------------------- | ---- | --- | -------------------- |
| 1  | TM | Waraporn Boonsing        | 16 tháng 2, 1990 (25 tuổi)  | 84   | 0   | BG Bundit Asia       |
| 2  | HV | Darut Changplook         | 3 tháng 2, 1988 (27 tuổi)   | 20   | 1   | Đại học Bắc Băng Cốc |
| 3  | HV | Natthakarn Chinwong      | 15 tháng 3, 1992 (23 tuổi)  | 8    | 0   | BG Bundit Asia       |
| 4  | HV | Duangnapa Sritala (c)    | 4 tháng 2, 1986 (29 tuổi)   | 22   | 2   | Băng Cốc             |
| 5  | HV | Ainon Phancha            | 27 tháng 1, 1992 (23 tuổi)  | 7    | 3   | Chonburi Sriprathum  |
| 6  | TV | Pikul Khueanpet          | 20 tháng 9, 1988 (26 tuổi)  | 41   | 0   | Khonkaen             |
| 7  | TV | Silawan Intamee          | 22 tháng 1, 1994 (21 tuổi)  | 11   | 0   | Chonburi Sriprathum  |
| 8  | TV | Naphat Seesraum          | 11 tháng 5, 1987 (28 tuổi)  | 83   | 20  | BG Bundit Asia       |
| 9  | HV | Warunee Phetwiset        | 13 tháng 12, 1990 (24 tuổi) | 41   | 0   | Chonburi Sriprathum  |
| 10 | HV | Sunisa Srangthaisong     | 6 tháng 5, 1988 (27 tuổi)   | 24   | 2   | BG Bundit Asia       |
| 11 | TĐ | Alisa Rukpinij           | 2 tháng 2, 1995 (20 tuổi)   | 3    | 0   | Chonburi Sriprathum  |
| 12 | TV | Rattikan Thongsombut     | 7 tháng 7, 1991 (23 tuổi)   | 18   | 3   | BG Bundit Asia       |
| 13 | TĐ | Orathai Srimanee         | 12 tháng 6, 1988 (26 tuổi)  | 5    | 0   | Khonkaen             |
| 14 | TĐ | Thanatta Chawong         | 19 tháng 6, 1989 (25 tuổi)  | 66   | 23  | BG Bundit Asia       |
| 15 | TĐ | Irravadee Makris         | 20 tháng 1, 1992 (23 tuổi)  | 0    | 0   | Cầu thủ tự do        |
| 16 | HV | Khwanruedi Saengchan     | 10 tháng 9, 1993 (21 tuổi)  | 20   | 0   | BG Bundit Asia       |
| 17 | TV | Anootsara Maijarern      | 14 tháng 2, 1986 (29 tuổi)  | 80   | 21  | Air Force United     |
| 18 | TM | Yada Sengyong            | 10 tháng 9, 1993 (21 tuổi)  | 3    | 0   | Đại học Bắc Băng Cốc |
| 19 | TĐ | Taneekarn Dangda         | 15 tháng 12, 1992 (22 tuổi) | 16   | 9   | Băng Cốc             |
| 20 | TV | Wilaiporn Boothduang     | 25 tháng 6, 1987 (27 tuổi)  | 45   | 11  | Băng Cốc             |
| 21 | TV | Kanjana Sungngoen        | 21 tháng 9, 1986 (28 tuổi)  | 44   | 30  | Băng Cốc             |
| 22 | TM | Sukanya Chor Charoenying | 24 tháng 11, 1987 (27 tuổi) | 8    | 0   | Air Force United     |
| 23 | TĐ | Nisa Romyen              | 18 tháng 1, 1990 (25 tuổi)  | 47   | 32  | Đại học Bắc Băng Cốc |

## Bảng C

### Cameroon
Đội hình sơ bộ 25 tuyển thủ được thông báo ngày 17 tháng 4 năm 2015.
Huấn luyện viên trưởng: Enow Ngachu
| Số | VT | Cầu thủ             | Ngày sinh (tuổi)            | Trận | Bàn | Câu lạc bộ             |
| -- | -- | ------------------- | --------------------------- | ---- | --- | ---------------------- |
| 1  | TM | Annette Ngo Ndom    | 2 tháng 6, 1985 (30 tuổi)   | 40   | 0   | Union Nové Zámky       |
| 2  | HV | Christine Manie (c) | 4 tháng 5, 1984 (31 tuổi)   | 59   | 9   | CFF Olimpia Cluj       |
| 3  | TĐ | Ajara Nchout        | 12 tháng 1, 1993 (22 tuổi)  | 39   | 2   | Western New York Flash |
| 4  | HV | Yvonne Leuko        | 20 tháng 11, 1991 (23 tuổi) | 23   | 0   | Arras FCF              |
| 5  | HV | Augustine Ejangue   | 19 tháng 1, 1989 (26 tuổi)  | 56   | 0   | Energiya Voronezh      |
| 6  | TĐ | Francine Zouga      | 9 tháng 11, 1987 (27 tuổi)  | 52   | 5   | FF Chênois             |
| 7  | TĐ | Gabrielle Onguene   | 25 tháng 2, 1989 (26 tuổi)  | 49   | 13  | Louves Minproff        |
| 8  | TV | Raissa Feudjio      | 29 tháng 10, 1995 (19 tuổi) | 40   | 1   | Merilappi United       |
| 9  | TĐ | Madeleine Ngono     | 16 tháng 10, 1983 (31 tuổi) | 72   | 38  | Claix Football         |
| 10 | TĐ | Jeannette Yango     | 12 tháng 6, 1993 (21 tuổi)  | 31   | 1   | FF Yzeure              |
| 11 | HV | Aurelle Awona       | 2 tháng 2, 1993 (22 tuổi)   | 2    | 0   | ASJ Soyaux             |
| 12 | HV | Claudine Meffometou | 1 tháng 7, 1990 (24 tuổi)   | 21   | 1   | Zvezda 2005 Perm       |
| 13 | HV | Cathy Bou Ndjouh    | 7 tháng 11, 1987 (27 tuổi)  | 52   | 0   | ZFK Minsk              |
| 14 | TV | Ninon Abena         | 5 tháng 9, 1994 (20 tuổi)   | 3    | 0   | Louves Minproff        |
| 15 | HV | Ysis Sonkeng        | 20 tháng 9, 1989 (25 tuổi)  | 42   | 0   | Louves Minproff        |
| 16 | TM | Thècle Mbororo      | 24 tháng 9, 1989 (25 tuổi)  | 5    | 0   | Panthère de Garoua     |
| 17 | TĐ | Gaëlle Enganamouit  | 9 tháng 6, 1992 (22 tuổi)   | 39   | 2   | Eskilstuna United      |
| 18 | TV | Henriette Akaba     | 7 tháng 6, 1992 (22 tuổi)   | 31   | 0   | Louves Minproff        |
| 19 | TV | Agathe Ngani        | 26 tháng 5, 1992 (23 tuổi)  | 3    | 0   | Louves Minproff        |
| 20 | TV | Genevieve Ngo       | 10 tháng 3, 1993 (22 tuổi)  | 6    | 0   | Caïman Douala          |
| 21 | TĐ | Rose Bella          | 5 tháng 5, 1994 (21 tuổi)   | 7    | 0   | AS Police              |
| 22 | HV | Rita Wanki Awachwi  | 6 tháng 1, 1994 (21 tuổi)   | 5    | 0   | Locomotive Yaoundé     |
| 23 | TM | Flore Enyegue       | 9 tháng 7, 1991 (23 tuổi)   | 9    | 0   | AS Police              |

### Ecuador
Danh sách 25 người được lên vào ngày 24 tháng 4 năm 2015. Danh sách chính thức được công bố ngày 15 tháng 5 năm 2015.
Huấn luyện viên trưởng: Vanessa Arauz
| Số | VT | Cầu thủ            | Ngày sinh (tuổi)            | Trận | Bàn | Câu lạc bộ             |
| -- | -- | ------------------ | --------------------------- | ---- | --- | ---------------------- |
| 1  | TM | Shirley Berruz     | 6 tháng 1, 1991 (24 tuổi)   | 25   | 0   | Rocafuerte Fútbol Club |
| 2  | HV | Katherine Ortíz    | 16 tháng 2, 1991 (24 tuổi)  | 23   | 3   | Rocafuerte Fútbol Club |
| 3  | HV | Nancy Aguilar      | 6 tháng 7, 1985 (29 tuổi)   | 46   | 0   | Atlético de Febrero    |
| 4  | HV | Merly Zambrano     | 7 tháng 12, 1981 (33 tuổi)  | 11   | 0   | Espuce                 |
| 5  | TV | Mayra Olvera       | 22 tháng 8, 1992 (22 tuổi)  | 33   | 2   | Atlético de Febrero    |
| 6  | HV | Angie Ponce        | 14 tháng 7, 1996 (18 tuổi)  | 28   | 4   | Talleres Emanuel       |
| 7  | HV | Ingrid Rodríguez   | 24 tháng 11, 1991 (23 tuổi) | 34   | 6   | Unión Española         |
| 8  | TV | Erika Vásquez      | 4 tháng 8, 1992 (22 tuổi)   | 32   | 3   | Unión Española         |
| 9  | TĐ | Giannina Lattanzio | 19 tháng 5, 1993 (22 tuổi)  | 13   | 0   | Atlético de Febrero    |
| 10 | TĐ | Ámbar Torres       | 21 tháng 12, 1994 (20 tuổi) | 23   | 10  | Talleres Emanuel       |
| 11 | TĐ | Mónica Quinteros   | 5 tháng 7, 1988 (26 tuổi)   | 42   | 8   | Atlético de Febrero    |
| 12 | TM | Irene Tobar        | 5 tháng 5, 1989 (26 tuổi)   | 10   | 0   | Atlético de Febrero    |
| 13 | TV | Madelin Riera      | 7 tháng 8, 1989 (25 tuổi)   | 32   | 0   | Unión Española         |
| 14 | TĐ | Carina Caicedo     | 23 tháng 7, 1987 (27 tuổi)  | 8    | 1   | Deportivo Quito        |
| 15 | TV | Ana Palacios       | 16 tháng 2, 1991 (24 tuổi)  | 30   | 0   | Rocafuerte Fútbol Club |
| 16 | HV | Ligia Moreira (c)  | 19 tháng 3, 1992 (23 tuổi)  | 44   | 3   | Atlético de Febrero    |
| 17 | TV | Alexandra Salvador | 11 tháng 8, 1995 (19 tuổi)  | 13   | 0   | Universidad de Quito   |
| 18 | TV | Adriana Barré      | 4 tháng 4, 1995 (20 tuổi)   | 23   | 0   | Galápagos S.C.         |
| 19 | TV | Kerlly Real        | 7 tháng 11, 1998 (16 tuổi)  | 24   | 2   | Espuce                 |
| 20 | TĐ | Denise Pesántes    | 14 tháng 1, 1988 (27 tuổi)  | 32   | 3   | Galápagos S.C.         |
| 21 | TV | Mabel Velarde      | 4 tháng 12, 1988 (26 tuổi)  | 13   | 0   | Deportivo Quito        |
| 22 | TM | Andrea Vera        | 10 tháng 4, 1993 (22 tuổi)  | 2    | 0   | Universidad de Quito   |
| 23 | TĐ | Mariela Jácome     | 6 tháng 3, 1996 (19 tuổi)   | 1    | 0   | Universidad de Quito   |

### Nhật Bản
Đội hình được công bố ngày 1 tháng 5 năm 2015.
Huấn luyện viên trưởng: Sasaki Norio
| Số | VT | Cầu thủ          | Ngày sinh (tuổi)            | Trận | Bàn | Câu lạc bộ             |
| -- | -- | ---------------- | --------------------------- | ---- | --- | ---------------------- |
| 1  | TM | Fukumoto Miho    | 2 tháng 10, 1983 (31 tuổi)  | 77   | 0   | Okayama Yunogo Belle   |
| 2  | HV | Kinga Yukari     | 2 tháng 5, 1984 (31 tuổi)   | 94   | 5   | INAC Kobe Leonessa     |
| 3  | HV | Iwashimizu Azusa | 14 tháng 10, 1986 (28 tuổi) | 111  | 11  | NTV Beleza             |
| 4  | HV | Kumagai Saki     | 17 tháng 10, 1990 (24 tuổi) | 65   | 0   | Olympique Lyon         |
| 5  | HV | Sameshima Aya    | 16 tháng 6, 1987 (27 tuổi)  | 60   | 3   | INAC Kobe Leonessa     |
| 6  | TV | Sakaguchi Mizuho | 15 tháng 10, 1987 (27 tuổi) | 89   | 26  | NTV Beleza             |
| 7  | TV | Ando Kozue       | 9 tháng 7, 1982 (32 tuổi)   | 123  | 19  | 1. FFC Frankfurt       |
| 8  | TV | Miyama Aya (c)   | 28 tháng 1, 1985 (30 tuổi)  | 147  | 36  | Okayama Yunogo Belle   |
| 9  | TV | Kawasumi Nahomi  | 23 tháng 9, 1985 (29 tuổi)  | 70   | 19  | INAC Kobe Leonessa     |
| 10 | TV | Sawa Homare      | 6 tháng 9, 1978 (36 tuổi)   | 197  | 82  | INAC Kobe Leonessa     |
| 11 | TĐ | Ohno Shinobu     | 23 tháng 1, 1984 (31 tuổi)  | 128  | 39  | INAC Kobe Leonessa     |
| 12 | HV | Kamionobe Megumi | 15 tháng 3, 1986 (29 tuổi)  | 29   | 2   | Albirex Niigata        |
| 13 | TV | Utsugi Rumi      | 5 tháng 12, 1988 (26 tuổi)  | 78   | 5   | Montpellier HSC        |
| 14 | TV | Tanaka Asuna     | 23 tháng 4, 1988 (27 tuổi)  | 33   | 3   | INAC Kobe Leonessa     |
| 15 | TĐ | Sugasawa Yuika   | 5 tháng 10, 1990 (24 tuổi)  | 28   | 9   | JEF United             |
| 16 | TĐ | Iwabuchi Mana    | 18 tháng 3, 1993 (22 tuổi)  | 25   | 3   | FC Bayern München      |
| 17 | TĐ | Ōgimi Yūki       | 15 tháng 7, 1987 (27 tuổi)  | 115  | 52  | VfL Wolfsburg          |
| 18 | TM | Kaihori Ayumi    | 4 tháng 9, 1986 (28 tuổi)   | 47   | 0   | INAC Kobe Leonessa     |
| 19 | HV | Ariyoshi Saori   | 1 tháng 11, 1987 (27 tuổi)  | 34   | 0   | NTV Beleza             |
| 20 | HV | Kawamura Yuri    | 17 tháng 5, 1989 (26 tuổi)  | 13   | 2   | Vegalta Sendai Ladies  |
| 21 | TM | Yamane Erina     | 20 tháng 12, 1990 (24 tuổi) | 14   | 0   | JEF United             |
| 22 | TV | Nagasato Asano   | 24 tháng 1, 1989 (26 tuổi)  | 10   | 1   | 1. FFC Turbine Potsdam |
| 23 | HV | Kitahara Kana    | 17 tháng 12, 1988 (26 tuổi) | 14   | 2   | Albirex Niigata        |

### Thụy Sĩ
Danh sách sơ bộ 27 người được thông báo vào ngày 13 tháng 5 năm 2015. Danh sách 23 cầu thủ được công bố ngày 22 tháng 5 năm 2015.
Huấn luyện viên trưởng: Martina Voss-Tecklenburg
| Số | VT | Cầu thủ                | Ngày sinh (tuổi)            | Trận | Bàn | Câu lạc bộ       |
| -- | -- | ---------------------- | --------------------------- | ---- | --- | ---------------- |
| 1  | TM | Gaëlle Thalmann        | 18 tháng 1, 1986 (29 tuổi)  | 36   | 0   | MSV Duisburg     |
| 2  | HV | Nicole Remund          | 31 tháng 12, 1989 (25 tuổi) | 42   | 2   | FC Zürich        |
| 3  | HV | Sandra Betschart       | 30 tháng 3, 1989 (26 tuổi)  | 66   | 2   | Sunnanå SK       |
| 4  | HV | Rachel Rinast          | 2 tháng 6, 1991 (24 tuổi)   | 6    | 0   | 1. FC Köln       |
| 5  | HV | Noëlle Maritz          | 23 tháng 12, 1995 (19 tuổi) | 29   | 1   | VfL Wolfsburg    |
| 6  | HV | Selina Kuster          | 8 tháng 8, 1991 (23 tuổi)   | 59   | 1   | FC Zürich        |
| 7  | TV | Martina Moser          | 9 tháng 4, 1986 (29 tuổi)   | 105  | 16  | TSG Hoffenheim   |
| 8  | TV | Cinzia Zehnder         | 4 tháng 8, 1997 (17 tuổi)   | 6    | 0   | FC Zürich        |
| 9  | TV | Lia Wälti              | 19 tháng 4, 1994 (21 tuổi)  | 42   | 3   | Turbine Potsdam  |
| 10 | TĐ | Ramona Bachmann        | 25 tháng 12, 1990 (24 tuổi) | 61   | 33  | FC Rosengård     |
| 11 | TĐ | Lara Dickenmann        | 27 tháng 11, 1985 (29 tuổi) | 99   | 40  | Olympique Lyon   |
| 12 | TM | Stenia Michel          | 23 tháng 10, 1987 (27 tuổi) | 11   | 0   | USV Jena         |
| 13 | TĐ | Ana-Maria Crnogorčević | 3 tháng 10, 1990 (24 tuổi)  | 69   | 35  | 1. FFC Frankfurt |
| 14 | HV | Rahel Kiwic            | 5 tháng 1, 1991 (24 tuổi)   | 28   | 3   | MSV Duisburg     |
| 15 | HV | Caroline Abbé (c)      | 13 tháng 1, 1988 (27 tuổi)  | 105  | 9   | Bayern München   |
| 16 | TV | Fabienne Humm          | 20 tháng 12, 1986 (28 tuổi) | 35   | 10  | FC Zürich        |
| 17 | TV | Florijana Ismaili      | 1 tháng 1, 1995 (20 tuổi)   | 10   | 0   | BSC YB Frauen    |
| 18 | TV | Vanessa Bürki          | 1 tháng 4, 1986 (29 tuổi)   | 68   | 9   | Bayern München   |
| 19 | TĐ | Eseosa Aigbogun        | 23 tháng 5, 1993 (22 tuổi)  | 19   | 2   | FC Basel         |
| 20 | HV | Daniela Schwarz        | 9 tháng 9, 1985 (29 tuổi)   | 23   | 1   | Vålerenga        |
| 21 | TM | Jennifer Oehrli        | 13 tháng 1, 1989 (26 tuổi)  | 15   | 0   | BSC YB Frauen    |
| 22 | TV | Vanessa Bernauer       | 23 tháng 3, 1988 (27 tuổi)  | 50   | 3   | VfL Wolfsburg    |
| 23 | TĐ | Barla Deplazes         | 14 tháng 11, 1995 (19 tuổi) | 1    | 0   | FC Zürich        |

## Bảng D

### Hoa Kỳ
Danh sách 23 cầu thủ được công bố ngày 14 tháng 4 năm 2015.
Huấn luyện viên trưởng: Jill Ellis
| Số | VT | Cầu thủ              | Ngày sinh (tuổi)            | Trận | Bàn | Câu lạc bộ             |
| -- | -- | -------------------- | --------------------------- | ---- | --- | ---------------------- |
| 1  | TM | Hope Solo            | 30 tháng 7, 1981 (33 tuổi)  | 170  | 0   | Seattle Reign          |
| 2  | TĐ | Sydney Leroux        | 7 tháng 5, 1990 (25 tuổi)   | 71   | 35  | Western New York Flash |
| 3  | HV | Christie Rampone (c) | 24 tháng 6, 1975 (39 tuổi)  | 306  | 4   | Sky Blue               |
| 4  | HV | Becky Sauerbrunn     | 6 tháng 6, 1985 (30 tuổi)   | 81   | 0   | Kansas City            |
| 5  | HV | Kelley O'Hara        | 4 tháng 8, 1988 (26 tuổi)   | 60   | 0   | Sky Blue               |
| 6  | HV | Whitney Engen        | 28 tháng 11, 1987 (27 tuổi) | 26   | 3   | Western New York Flash |
| 7  | TV | Shannon Boxx         | 29 tháng 6, 1977 (37 tuổi)  | 190  | 27  | Chicago Red Stars      |
| 8  | TĐ | Amy Rodriguez        | 17 tháng 2, 1987 (28 tuổi)  | 123  | 29  | Kansas City            |
| 9  | TV | Heather O'Reilly     | 2 tháng 1, 1985 (30 tuổi)   | 219  | 41  | Kansas City            |
| 10 | TV | Carli Lloyd          | 16 tháng 7, 1982 (32 tuổi)  | 195  | 63  | Houston Dash           |
| 11 | HV | Ali Krieger          | 28 tháng 7, 1984 (30 tuổi)  | 66   | 1   | Washington Spirit      |
| 12 | TV | Lauren Holiday       | 30 tháng 9, 1987 (27 tuổi)  | 124  | 23  | Kansas City            |
| 13 | TĐ | Alex Morgan          | 2 tháng 7, 1989 (25 tuổi)   | 84   | 51  | Portland Thorns        |
| 14 | TV | Morgan Brian         | 26 tháng 2, 1993 (22 tuổi)  | 29   | 4   | Houston Dash           |
| 15 | TV | Megan Rapinoe        | 5 tháng 7, 1985 (29 tuổi)   | 102  | 29  | Seattle Reign          |
| 16 | HV | Lori Chalupny        | 29 tháng 1, 1984 (31 tuổi)  | 102  | 10  | Chicago Red Stars      |
| 17 | TV | Tobin Heath          | 29 tháng 5, 1988 (27 tuổi)  | 92   | 11  | Portland Thorns        |
| 18 | TM | Ashlyn Harris        | 19 tháng 10, 1985 (29 tuổi) | 6    | 0   | Washington Spirit      |
| 19 | HV | Julie Johnston       | 6 tháng 4, 1992 (23 tuổi)   | 12   | 3   | Chicago Red Stars      |
| 20 | TĐ | Abby Wambach         | 2 tháng 6, 1980 (35 tuổi)   | 242  | 182 | Cầu thủ tự do          |
| 21 | TM | Alyssa Naeher        | 20 tháng 4, 1988 (27 tuổi)  | 1    | 0   | Boston Breakers        |
| 22 | HV | Meghan Klingenberg   | 2 tháng 8, 1988 (26 tuổi)   | 34   | 2   | Houston Dash           |
| 23 | TĐ | Christen Press       | 29 tháng 12, 1988 (26 tuổi) | 45   | 20  | Chicago Red Stars      |

### Nigeria
Danh sách 26 cầu thủ được công bố ngày 19 tháng 5 năm 2015. Danh sách 23 cầu thủ cuối cùng được công bố ngày 27 tháng 5 năm 2015.
Huấn luyện viên trưởng: Edwin Okon
| Số | VT | Cầu thủ               | Ngày sinh (tuổi)            | Trận | Bàn | Câu lạc bộ           |
| -- | -- | --------------------- | --------------------------- | ---- | --- | -------------------- |
| 1  | TM | Precious Dede         | 18 tháng 1, 1980 (35 tuổi)  | 96   | 0   | Ibom Queens          |
| 2  | HV | Blessing Edoho        | 5 tháng 9, 1992 (22 tuổi)   | 4    | 1   | Pelican Stars        |
| 3  | HV | Osinachi Ohale        | 21 tháng 12, 1991 (23 tuổi) | 24   | 1   | Rivers Angels        |
| 4  | TĐ | Perpetua Nkwocha      | 3 tháng 1, 1976 (39 tuổi)   | 98   | 80  | Clemensnäs IF        |
| 5  | HV | Onome Ebi             | 8 tháng 5, 1983 (32 tuổi)   | 48   | 0   | ZFK Minsk            |
| 6  | HV | Josephine Chukwunonye | 19 tháng 3, 1992 (23 tuổi)  | 22   | 0   | Rivers Angels        |
| 7  | TĐ | Esther Sunday         | 13 tháng 3, 1992 (23 tuổi)  | 23   | 5   | ZFK Minsk            |
| 8  | TĐ | Asisat Oshoala        | 9 tháng 10, 1994 (20 tuổi)  | 14   | 10  | Liverpool            |
| 9  | TĐ | Desire Oparanozie     | 17 tháng 12, 1993 (21 tuổi) | 32   | 22  | Guingamp             |
| 10 | TĐ | Courtney Dike         | 3 tháng 2, 1995 (20 tuổi)   | 0    | 0   | Oklahoma State Univ. |
| 11 | TĐ | Iniabasi Umotong      | 15 tháng 5, 1994 (21 tuổi)  | 0    | 0   | Portsmouth           |
| 12 | TV | Halimatu Ayinde       | 16 tháng 5, 1995 (20 tuổi)  | 9    | 0   | Delta Queens         |
| 13 | TV | Ngozi Okobi           | 14 tháng 12, 1993 (21 tuổi) | 22   | 2   | Delta Queens         |
| 14 | TV | Evelyn Nwabuoku (c)   | 14 tháng 11, 1985 (29 tuổi) | 39   | 3   | BIIK Kazygurt        |
| 15 | HV | Ugo Njoku             | 27 tháng 11, 1994 (20 tuổi) | 6    | 0   | Rivers Angels        |
| 16 | TM | Ibubeleye Whyte       | 9 tháng 1, 1992 (23 tuổi)   | 6    | 0   | Rivers Angels        |
| 17 | TĐ | Francisca Ordega      | 19 tháng 10, 1993 (21 tuổi) | 23   | 6   | Washington Spirit    |
| 18 | TĐ | Loveth Ayila          | 6 tháng 9, 1994 (20 tuổi)   | 3    | 0   | Rivers Angels        |
| 19 | TV | Martina Ohadugha      | 5 tháng 5, 1991 (24 tuổi)   | 35   | 2   | Rivers Angels        |
| 20 | TV | Cecilia Nku           | 26 tháng 10, 1992 (22 tuổi) | 8    | 1   | Rivers Angels        |
| 21 | TM | Christy Ohiaeriaku    | 13 tháng 12, 1996 (18 tuổi) | 0    | 0   | Rivers Angels        |
| 22 | HV | Sarah Nnodim          | 25 tháng 12, 1995 (19 tuổi) | 1    | 0   | Nasarawa Amazons     |
| 23 | HV | Ngozi Ebere           | 5 tháng 8, 1991 (23 tuổi)   | 17   | 1   | Rivers Angels        |

### Thụy Điển
Danh sách 23 cầu thủ được công bố ngày 11 tháng 5 năm 2015.
Huấn luyện viên trưởng: Pia Sundhage
| Số | VT | Cầu thủ            | Ngày sinh (tuổi)            | Trận | Bàn | Câu lạc bộ              |
| -- | -- | ------------------ | --------------------------- | ---- | --- | ----------------------- |
| 1  | TM | Hedvig Lindahl     | 29 tháng 4, 1983 (32 tuổi)  | 107  | 0   | Chelsea                 |
| 2  | HV | Charlotte Rohlin   | 2 tháng 12, 1980 (34 tuổi)  | 77   | 7   | Linköpings FC           |
| 3  | HV | Linda Sembrant     | 15 tháng 5, 1987 (28 tuổi)  | 55   | 4   | Montpellier HSC         |
| 4  | HV | Emma Berglund      | 19 tháng 12, 1988 (26 tuổi) | 35   | 0   | FC Rosengård            |
| 5  | HV | Nilla Fischer      | 2 tháng 8, 1984 (30 tuổi)   | 130  | 19  | VfL Wolfsburg           |
| 6  | HV | Sara Thunebro      | 26 tháng 4, 1979 (36 tuổi)  | 131  | 5   | Eskilstuna United       |
| 7  | TV | Lisa Dahlkvist     | 6 tháng 2, 1987 (28 tuổi)   | 95   | 9   | KIF Örebro              |
| 8  | TĐ | Lotta Schelin (c)  | 27 tháng 2, 1984 (31 tuổi)  | 149  | 80  | Olympique Lyon          |
| 9  | TĐ | Kosovare Asllani   | 29 tháng 7, 1989 (25 tuổi)  | 76   | 21  | Paris Saint-Germain     |
| 10 | TĐ | Sofia Jakobsson    | 23 tháng 4, 1990 (25 tuổi)  | 56   | 10  | Montpellier HSC         |
| 11 | TĐ | Jenny Hjohlman     | 13 tháng 2, 1990 (25 tuổi)  | 12   | 1   | Umeå IK                 |
| 12 | TM | Hilda Carlén       | 13 tháng 8, 1991 (23 tuổi)  | 1    | 0   | Piteå IF                |
| 13 | TV | Malin Diaz         | 3 tháng 1, 1994 (21 tuổi)   | 11   | 0   | Eskilstuna United       |
| 14 | HV | Amanda Ilestedt    | 17 tháng 1, 1993 (22 tuổi)  | 6    | 1   | FC Rosengård            |
| 15 | TV | Therese Sjögran    | 8 tháng 4, 1977 (38 tuổi)   | 209  | 21  | FC Rosengård            |
| 16 | HV | Lina Nilsson       | 17 tháng 6, 1987 (27 tuổi)  | 64   | 3   | FC Rosengård            |
| 17 | TV | Caroline Seger (c) | 19 tháng 3, 1985 (30 tuổi)  | 137  | 21  | Paris Saint-Germain     |
| 18 | HV | Jessica Samuelsson | 30 tháng 1, 1993 (22 tuổi)  | 21   | 0   | Linköpings FC           |
| 19 | TĐ | Emma Lundh         | 26 tháng 6, 1989 (25 tuổi)  | 11   | 2   | AIK Fotboll             |
| 20 | TV | Emilia Appelqvist  | 11 tháng 2, 1990 (25 tuổi)  | 4    | 0   | Piteå IF                |
| 21 | TM | Carola Söberg      | 29 tháng 7, 1982 (32 tuổi)  | 11   | 0   | KIF Örebro              |
| 22 | TV | Olivia Schough     | 11 tháng 3, 1991 (24 tuổi)  | 22   | 1   | Eskilstuna United       |
| 23 | HV | Elin Rubensson     | 11 tháng 5, 1993 (22 tuổi)  | 18   | 0   | Kopparbergs/Göteborg FC |

### Úc
Danh sách 23 cầu thủ được công bố ngày 12 tháng 5 năm 2015.
Huấn luyện viên trưởng: Alen Stajcic
| Số | VT | Cầu thủ              | Ngày sinh (tuổi)            | Trận | Bàn | Câu lạc bộ        |
| -- | -- | -------------------- | --------------------------- | ---- | --- | ----------------- |
| 1  | TM | Lydia Williams       | 13 tháng 5, 1988 (27 tuổi)  | 40   | 0   | Washington Spirit |
| 2  | TĐ | Larissa Crummer      | 10 tháng 1, 1996 (19 tuổi)  | 4    | 1   | Brisbane Roar     |
| 3  | TĐ | Ashleigh Sykes       | 15 tháng 12, 1991 (23 tuổi) | 12   | 4   | Canberra United   |
| 4  | HV | Clare Polkinghorne   | 1 tháng 2, 1989 (26 tuổi)   | 78   | 5   | Brisbane Roar     |
| 5  | HV | Laura Alleway        | 28 tháng 11, 1989 (25 tuổi) | 30   | 1   | Brisbane Roar     |
| 6  | HV | Servet Uzunlar       | 8 tháng 3, 1989 (26 tuổi)   | 45   | 2   | Sydney FC         |
| 7  | HV | Steph Catley         | 26 tháng 1, 1994 (21 tuổi)  | 32   | 1   | Melbourne Victory |
| 8  | HV | Elise Kellond-Knight | 10 tháng 8, 1990 (24 tuổi)  | 55   | 1   | Brisbane Roar     |
| 9  | TĐ | Caitlin Foord        | 11 tháng 11, 1994 (20 tuổi) | 28   | 3   | Perth Glory       |
| 10 | TV | Emily van Egmond     | 12 tháng 7, 1993 (21 tuổi)  | 39   | 10  | Newcastle Jets    |
| 11 | TĐ | Lisa De Vanna (c)    | 14 tháng 11, 1984 (30 tuổi) | 97   | 33  | Melbourne Victory |
| 12 | TĐ | Leena Khamis         | 19 tháng 6, 1986 (28 tuổi)  | 23   | 5   | Sydney FC         |
| 13 | TV | Tameka Butt          | 16 tháng 6, 1991 (23 tuổi)  | 45   | 6   | Brisbane Roar     |
| 14 | TV | Alanna Kennedy       | 21 tháng 1, 1995 (20 tuổi)  | 27   | 0   | Perth Glory       |
| 15 | TV | Teresa Polias        | 16 tháng 5, 1990 (25 tuổi)  | 8    | 0   | Sydney FC         |
| 16 | TĐ | Hayley Raso          | 5 tháng 9, 1994 (20 tuổi)   | 12   | 1   | Brisbane Roar     |
| 17 | TĐ | Kyah Simon           | 25 tháng 6, 1991 (23 tuổi)  | 49   | 10  | Sydney FC         |
| 18 | TM | Melissa Barbieri     | 20 tháng 1, 1980 (35 tuổi)  | 84   | 0   | Adelaide United   |
| 19 | TV | Katrina Gorry        | 13 tháng 8, 1992 (22 tuổi)  | 29   | 10  | Brisbane Roar     |
| 20 | TĐ | Samantha Kerr        | 10 tháng 9, 1993 (21 tuổi)  | 36   | 5   | Perth Glory       |
| 21 | TM | Mackenzie Arnold     | 25 tháng 2, 1994 (21 tuổi)  | 6    | 0   | Perth Glory       |
| 22 | TV | Nicola Bolger        | 3 tháng 3, 1993 (22 tuổi)   | 5    | 0   | Sydney FC         |
| 23 | TĐ | Michelle Heyman      | 4 tháng 7, 1988 (26 tuổi)   | 33   | 11  | Canberra United   |

## Bảng E

### Brasil
Danh sách cầu thủ được công bố ngày 25 tháng 5 năm 2015. Ngay trước ngày khai mạc Rafinha được gọi lên thế chỗ của Érika, người gặp chấn thương đầu gối.
Huấn luyện viên trưởng: Vadão
| Số | VT | Cầu thủ         | Ngày sinh (tuổi)            | Trận | Bàn | Câu lạc bộ         |
| -- | -- | --------------- | --------------------------- | ---- | --- | ------------------ |
| 1  | TM | Luciana         | 24 tháng 7, 1987 (27 tuổi)  | 33   | 0   | Ferroviária        |
| 2  | HV | Fabiana         | 4 tháng 8, 1989 (25 tuổi)   | 53   | 6   | Centro Olímpico    |
| 3  | HV | Monica          | 21 tháng 4, 1987 (28 tuổi)  | 21   | 0   | Ferroviária        |
| 4  | TĐ | Rafinha         | 18 tháng 8, 1988 (26 tuổi)  | 0    | 0   | Boston Breakers    |
| 5  | TV | Andressinha     | 1 tháng 5, 1995 (20 tuổi)   | 17   | 7   | Kindermann         |
| 6  | HV | Tamires         | 10 tháng 10, 1987 (27 tuổi) | 31   | 3   | Centro Olímpico    |
| 7  | TV | Bia             | 17 tháng 12, 1993 (21 tuổi) | 16   | 1   | Hyundai Red Angels |
| 8  | TV | Thaisa          | 17 tháng 12, 1988 (26 tuổi) | 26   | 2   | Ferroviária        |
| 9  | TV | Andressa        | 10 tháng 11, 1992 (22 tuổi) | 36   | 9   | São José           |
| 10 | TV | Marta (c)       | 19 tháng 2, 1986 (29 tuổi)  | 92   | 91  | FC Rosengård       |
| 11 | TĐ | Cristiane       | 15 tháng 5, 1985 (30 tuổi)  | 106  | 74  | Centro Olímpico    |
| 12 | TM | Bárbara         | 4 tháng 4, 1988 (27 tuổi)   | 22   | 0   | Kindermann         |
| 13 | HV | Poliana         | 6 tháng 2, 1991 (24 tuổi)   | 32   | 2   | São José           |
| 14 | HV | Géssica         | 19 tháng 3, 1991 (24 tuổi)  | 0    | 0   | Ferroviária        |
| 15 | HV | Tayla           | 9 tháng 5, 1992 (23 tuổi)   | 31   | 1   | Ferroviária        |
| 16 | HV | Rafaelle        | 18 tháng 6, 1991 (23 tuổi)  | 3    | 0   | São Francisco      |
| 17 | TĐ | Rosana          | 7 tháng 7, 1982 (32 tuổi)   | 111  | 17  | São José           |
| 18 | TĐ | Raquel          | 21 tháng 3, 1991 (24 tuổi)  | 18   | 3   | Ferroviária        |
| 19 | TV | Maurine         | 14 tháng 1, 1986 (29 tuổi)  | 56   | 6   | Ferroviária        |
| 20 | TV | Formiga         | 3 tháng 3, 1978 (37 tuổi)   | 131  | 19  | São José           |
| 21 | TV | Gabi Zanotti    | 28 tháng 2, 1985 (30 tuổi)  | 20   | 2   | Centro Olímpico    |
| 22 | TV | Darlene         | 11 tháng 1, 1990 (25 tuổi)  | 31   | 4   | Centro Olímpico    |
| 23 | TM | Letícia Izidoro | 13 tháng 8, 1994 (20 tuổi)  | 0    | 0   | São José           |

### Costa Rica
Danh sách 23 cầu thủ được công bố ngày 20 tháng 5 năm 2015.
Huấn luyện viên trưởng: Amelia Valverde
| Số | VT | Cầu thủ                | Ngày sinh (tuổi)            | Trận | Bàn | Câu lạc bộ                |
| -- | -- | ---------------------- | --------------------------- | ---- | --- | ------------------------- |
| 1  | TM | Dinnia Díaz            | 14 tháng 1, 1988 (27 tuổi)  | 21   | 0   | UD Moravia                |
| 2  | HV | Gabriela Guillén       | 1 tháng 3, 1992 (23 tuổi)   | 10   | 0   | Deportivo Saprissa        |
| 3  | HV | Emilie Valenciano      | 15 tháng 2, 1997 (18 tuổi)  | 4    | 0   | L.D. Alajuelense          |
| 4  | HV | Mariana Benavidez      | 26 tháng 12, 1994 (20 tuổi) | 12   | 4   | C.S. Herediano            |
| 5  | HV | Diana Sáenz            | 15 tháng 4, 1989 (26 tuổi)  | 48   | 0   | Đại học Nam Florida       |
| 6  | HV | Carol Sánchez          | 16 tháng 4, 1986 (29 tuổi)  | 33   | 2   | UD Moravia                |
| 7  | TĐ | Melissa Herrera        | 10 tháng 10, 1996 (18 tuổi) | 20   | 12  | Deportivo Saprissa        |
| 8  | HV | Daniela Cruz           | 8 tháng 3, 1991 (24 tuổi)   | 33   | 6   | Deportivo Saprissa        |
| 9  | TĐ | Carolina Venegas       | 28 tháng 9, 1991 (23 tuổi)  | 35   | 15  | Deportivo Saprissa        |
| 10 | TV | Shirley Cruz Traña (c) | 28 tháng 8, 1985 (29 tuổi)  | 60   | 21  | Paris Saint-Germain       |
| 11 | TĐ | Raquel Rodríguez       | 28 tháng 10, 1993 (21 tuổi) | 37   | 24  | Đại học Bang Pennsylvania |
| 12 | HV | Lixy Rodríguez         | 4 tháng 11, 1990 (24 tuổi)  | 47   | 2   | L.D. Alajuelense          |
| 13 | TM | Noelia Bermúdez        | 20 tháng 9, 1994 (20 tuổi)  | 1    | 0   | Deportivo Saprissa        |
| 14 | TĐ | María Barrantes        | 12 tháng 4, 1989 (26 tuổi)  | 20   | 21  | UD Moravia                |
| 15 | TV | Cristin Granados       | 19 tháng 8, 1989 (25 tuổi)  | 53   | 10  | Deportivo Saprissa        |
| 16 | TV | Katherine Alvarado     | 11 tháng 4, 1991 (24 tuổi)  | 47   | 18  | Deportivo Saprissa        |
| 17 | TĐ | Karla Villalobos       | 16 tháng 7, 1986 (28 tuổi)  | 6    | 3   | C.S. Herediano            |
| 18 | TM | Yirlania Arroyo        | 28 tháng 5, 1986 (29 tuổi)  | 40   | 0   | Sky Blue FC               |
| 19 | HV | Fabiola Sánchez        | 9 tháng 4, 1993 (22 tuổi)   | 10   | 3   | Martin Methodist College  |
| 20 | TĐ | Wendy Acosta           | 19 tháng 12, 1989 (25 tuổi) | 38   | 18  | UD Moravia                |
| 21 | TĐ | Adriana Venegas        | 12 tháng 6, 1989 (25 tuổi)  | 10   | 5   | C.S. Herediano            |
| 22 | HV | María Coto             | 2 tháng 3, 1998 (17 tuổi)   | 3    | 0   | L.D. Alajuelense          |
| 23 | TV | Gloriana Villalobos    | 20 tháng 8, 1999 (15 tuổi)  | 12   | 2   | Deportivo Saprissa        |

### Hàn Quốc
Danh sách 23 cầu thủ được công bố ngày 30 tháng 4 năm 2015.
Huấn luyện viên trưởng: Yoon Deok-Yeo
| Số | VT | Cầu thủ         | Ngày sinh (tuổi)            | Trận | Bàn | Câu lạc bộ                       |
| -- | -- | --------------- | --------------------------- | ---- | --- | -------------------------------- |
| 1  | TM | Jun Min-Kyung   | 16 tháng 1, 1985 (30 tuổi)  | 45   | 0   | Icheon Daekyo                    |
| 2  | HV | Lee Eun-mi      | 18 tháng 8, 1988 (26 tuổi)  | 60   | 12  | Icheon Daekyo                    |
| 3  | HV | Lim Seon-Joo    | 27 tháng 11, 1990 (24 tuổi) | 44   | 2   | Incheon Hyundai Steel Red Angels |
| 4  | HV | Shim Seo-Yeon   | 15 tháng 4, 1989 (26 tuổi)  | 48   | 0   | Icheon Daekyo                    |
| 5  | HV | Kim Do-Yeon     | 7 tháng 12, 1988 (26 tuổi)  | 60   | 1   | Incheon Hyundai Steel Red Angels |
| 6  | HV | Hwang Bo-Ram    | 10 tháng 6, 1987 (27 tuổi)  | 32   | 0   | Icheon Daekyo                    |
| 7  | TV | Jeon Ga-Eul     | 14 tháng 9, 1988 (26 tuổi)  | 67   | 32  | Incheon Hyundai Steel Red Angels |
| 8  | TV | Cho So-Hyun (c) | 24 tháng 6, 1988 (26 tuổi)  | 78   | 9   | Incheon Hyundai Steel Red Angels |
| 9  | TĐ | Park Eun-Sun    | 25 tháng 12, 1986 (28 tuổi) | 32   | 18  | WFC Rossiyanka                   |
| 10 | TĐ | Ji So-Yun       | 21 tháng 2, 1991 (24 tuổi)  | 74   | 38  | Chelsea                          |
| 11 | TV | Jung Seol-Bin   | 1 tháng 6, 1990 (25 tuổi)   | 40   | 11  | Incheon Hyundai Steel Red Angels |
| 12 | TĐ | Yoo Young-A     | 15 tháng 4, 1988 (27 tuổi)  | 63   | 28  | Incheon Hyundai Steel Red Angels |
| 13 | TV | Kwon Hah-Nul    | 7 tháng 3, 1988 (27 tuổi)   | 94   | 15  | Busan Sangmu                     |
| 14 | HV | Song Su-Ran     | 7 tháng 9, 1990 (24 tuổi)   | 20   | 1   | Daejeon Sportstoto               |
| 15 | TV | Park Hee-Young  | 21 tháng 3, 1991 (24 tuổi)  | 38   | 8   | Daejeon Sportstoto               |
| 16 | TV | Kang Yu-Mi      | 5 tháng 10, 1991 (23 tuổi)  | 2    | 0   | Hwacheon KSPO                    |
| 17 | HV | Kim Hye-Yeong   | 26 tháng 2, 1995 (20 tuổi)  | 7    | 1   | Icheon Daekyo                    |
| 18 | TM | Kim Jung-Mi     | 16 tháng 10, 1984 (30 tuổi) | 89   | 0   | Incheon Hyundai Steel Red Angels |
| 19 | HV | Kim Soo-Yun     | 30 tháng 8, 1989 (25 tuổi)  | 43   | 9   | Hwacheon KSPO                    |
| 20 | HV | Kim Hye-Ri      | 25 tháng 6, 1990 (24 tuổi)  | 45   | 1   | Incheon Hyundai Steel Red Angels |
| 21 | TM | Yoon Young-Guel | 28 tháng 10, 1987 (27 tuổi) | 1    | 0   | Suwon FMC                        |
| 22 | TV | Lee So-Dam      | 12 tháng 10, 1994 (20 tuổi) | 17   | 1   | Daejeon Sportstoto               |
| 23 | TV | Lee Geum-Min    | 7 tháng 4, 1994 (21 tuổi)   | 6    | 1   | Seoul                            |

### Tây Ban Nha
Danh sách 23 cầu thủ được công bố ngày 11 tháng 5 năm 2015.
Huấn luyện viên trưởng: Ignacio Quereda
| Số | VT | Cầu thủ              | Ngày sinh (tuổi)            | Trận | Bàn | Câu lạc bộ       |
| -- | -- | -------------------- | --------------------------- | ---- | --- | ---------------- |
| 1  | TM | Ainhoa Tirapu        | 4 tháng 9, 1984 (30 tuổi)   | 43   | 0   | Athletic Bilbao  |
| 2  | HV | Celia Jiménez        | 20 tháng 6, 1995 (19 tuổi)  | 3    | 0   | Đại học Alabama  |
| 3  | HV | Leire Landa          | 19 tháng 12, 1986 (28 tuổi) | 20   | 0   | FC Barcelona     |
| 4  | HV | Melanie Serrano      | 12 tháng 10, 1989 (25 tuổi) | 9    | 0   | FC Barcelona     |
| 5  | HV | Ruth García          | 26 tháng 4, 1987 (28 tuổi)  | 45   | 2   | FC Barcelona     |
| 6  | TV | Virginia Torrecilla  | 4 tháng 9, 1994 (20 tuổi)   | 13   | 0   | FC Barcelona     |
| 7  | TĐ | Natalia Pablos       | 15 tháng 10, 1985 (29 tuổi) | 17   | 12  | Arsenal          |
| 8  | TĐ | Sonia Bermúdez       | 18 tháng 11, 1984 (30 tuổi) | 50   | 28  | FC Barcelona     |
| 9  | TĐ | Verónica Boquete (c) | 9 tháng 4, 1987 (28 tuổi)   | 46   | 29  | 1. FFC Frankfurt |
| 10 | TV | Jennifer Hermoso     | 9 tháng 5, 1990 (25 tuổi)   | 24   | 11  | FC Barcelona     |
| 11 | TĐ | Priscila Borja       | 28 tháng 4, 1985 (30 tuổi)  | 22   | 6   | Atlético Madrid  |
| 12 | TV | Marta Corredera      | 8 tháng 8, 1991 (23 tuổi)   | 25   | 2   | FC Barcelona     |
| 13 | TM | Dolores Gallardo     | 10 tháng 6, 1993 (21 tuổi)  | 7    | 0   | Atlético Madrid  |
| 14 | TV | Victoria Losada      | 5 tháng 3, 1991 (24 tuổi)   | 22   | 3   | Arsenal          |
| 15 | TV | Silvia Meseguer      | 12 tháng 3, 1989 (26 tuổi)  | 35   | 3   | Atlético Madrid  |
| 16 | HV | Ivana Andrés         | 1 tháng 7, 1994 (20 tuổi)   | 1    | 0   | Valencia CF      |
| 17 | TV | Elixabet Ibarra      | 29 tháng 6, 1981 (33 tuổi)  | 42   | 2   | Athletic Bilbao  |
| 18 | HV | Marta Torrejón       | 27 tháng 2, 1990 (25 tuổi)  | 48   | 7   | FC Barcelona     |
| 19 | TĐ | Erika Vázquez        | 16 tháng 2, 1983 (32 tuổi)  | 45   | 7   | Athletic Bilbao  |
| 20 | HV | Irene Paredes        | 4 tháng 7, 1991 (23 tuổi)   | 22   | 1   | Athletic Bilbao  |
| 21 | TV | Alexia Putellas      | 4 tháng 2, 1994 (21 tuổi)   | 19   | 3   | FC Barcelona     |
| 22 | TV | Amanda Sampedro      | 26 tháng 6, 1993 (21 tuổi)  | 4    | 0   | Atlético Madrid  |
| 23 | TM | Sandra Paños         | 4 tháng 11, 1992 (22 tuổi)  | 3    | 0   | Levante UD       |

## Bảng F

### Anh
Danh sách 23 cầu thủ được công bố ngày 11 tháng 5 năm 2015.
Huấn luyện viên trưởng: Mark Sampson
| Số | VT | Cầu thủ             | Ngày sinh (tuổi)            | Trận | Bàn | Câu lạc bộ      |
| -- | -- | ------------------- | --------------------------- | ---- | --- | --------------- |
| 1  | TM | Karen Bardsley      | 14 tháng 10, 1984 (30 tuổi) | 43   | 0   | Manchester City |
| 2  | HV | Alex Scott          | 14 tháng 10, 1984 (30 tuổi) | 123  | 12  | Arsenal         |
| 3  | HV | Claire Rafferty     | 11 tháng 1, 1989 (26 tuổi)  | 9    | 0   | Chelsea         |
| 4  | TV | Fara Williams       | 25 tháng 1, 1984 (31 tuổi)  | 139  | 37  | Liverpool       |
| 5  | HV | Steph Houghton (c)  | 23 tháng 4, 1988 (27 tuổi)  | 53   | 7   | Manchester City |
| 6  | HV | Laura Bassett       | 2 tháng 8, 1983 (31 tuổi)   | 49   | 2   | Notts County    |
| 7  | TV | Jordan Nobbs        | 8 tháng 12, 1992 (22 tuổi)  | 21   | 3   | Arsenal         |
| 8  | TV | Jill Scott          | 2 tháng 2, 1987 (28 tuổi)   | 90   | 13  | Manchester City |
| 9  | TĐ | Eniola Aluko        | 21 tháng 2, 1987 (28 tuổi)  | 90   | 32  | Chelsea         |
| 10 | TV | Karen Carney        | 1 tháng 8, 1987 (27 tuổi)   | 103  | 23  | Birmingham City |
| 11 | TV | Jade Moore          | 22 tháng 10, 1990 (24 tuổi) | 16   | 1   | Birmingham City |
| 12 | HV | Lucy Bronze         | 28 tháng 10, 1991 (23 tuổi) | 16   | 2   | Manchester City |
| 13 | TM | Siobhan Chamberlain | 15 tháng 8, 1983 (31 tuổi)  | 33   | 0   | Arsenal         |
| 14 | HV | Alex Greenwood      | 7 tháng 9, 1993 (21 tuổi)   | 12   | 1   | Notts County    |
| 15 | HV | Casey Stoney        | 13 tháng 5, 1982 (33 tuổi)  | 118  | 6   | Arsenal         |
| 16 | TV | Katie Chapman       | 15 tháng 6, 1982 (32 tuổi)  | 85   | 8   | Chelsea         |
| 17 | TV | Josanne Potter      | 13 tháng 11, 1984 (30 tuổi) | 19   | 2   | Birmingham City |
| 18 | TĐ | Toni Duggan         | 25 tháng 7, 1991 (23 tuổi)  | 25   | 14  | Manchester City |
| 19 | TĐ | Jodie Taylor        | 17 tháng 5, 1986 (29 tuổi)  | 8    | 4   | Portland Thorns |
| 20 | TĐ | Lianne Sanderson    | 3 tháng 2, 1988 (27 tuổi)   | 46   | 15  | Portland Thorns |
| 21 | TM | Carly Telford       | 7 tháng 7, 1987 (27 tuổi)   | 5    | 0   | Notts County    |
| 22 | TĐ | Fran Kirby          | 29 tháng 6, 1993 (21 tuổi)  | 8    | 2   | Chelsea         |
| 23 | TĐ | Ellen White         | 9 tháng 5, 1989 (26 tuổi)   | 50   | 17  | Notts County    |

### Colombia
Danh sách 25 cầu thủ được công bố ngày 1 tháng 5 năm 2015. Danh sách 23 cầu thủ được công bố ngày 20 tháng 5 năm 2015.
Huấn luyện viên trưởng: Fabián Taborda
| Số | VT | Cầu thủ            | Ngày sinh (tuổi)            | Trận | Bàn | Câu lạc bộ          |
| -- | -- | ------------------ | --------------------------- | ---- | --- | ------------------- |
| 1  | TM | Stefany Castaño    | 11 tháng 1, 1994 (21 tuổi)  | 7    | 0   | Graceland Univ.     |
| 2  | TV | Carolina Arbeláez  | 8 tháng 3, 1995 (20 tuổi)   | 1    | 0   | Formas Íntimas      |
| 3  | HV | Natalia Gaitán (c) | 3 tháng 4, 1991 (24 tuổi)   | 35   | 4   | CD Gol Star         |
| 4  | TV | Diana Ospina       | 3 tháng 3, 1989 (26 tuổi)   | 29   | 3   | Formas Íntimas      |
| 5  | HV | Lina Granados      | 19 tháng 5, 1994 (21 tuổi)  | 0    | 0   | Đại học Vanderbilt  |
| 6  | TV | Daniela Montoya    | 22 tháng 8, 1990 (24 tuổi)  | 32   | 2   | Formas Íntimas      |
| 7  | TĐ | Ingrid Vidal       | 22 tháng 4, 1991 (24 tuổi)  | 50   | 11  | CD Palmiranas       |
| 8  | TV | Mildrey Pineda     | 1 tháng 10, 1989 (25 tuổi)  | 25   | 2   | CD Palmiranas       |
| 9  | TĐ | Oriánica Velásquez | 1 tháng 8, 1989 (25 tuổi)   | 37   | 2   | CD Gol Star         |
| 10 | TV | Yoreli Rincón      | 27 tháng 7, 1993 (21 tuổi)  | 45   | 9   | Torres Calcio       |
| 11 | TV | Catalina Usme      | 25 tháng 12, 1989 (25 tuổi) | 40   | 19  | Formas Íntimas      |
| 12 | TM | Sandra Sepúlveda   | 3 tháng 3, 1988 (27 tuổi)   | 37   | 0   | Formas Íntimas      |
| 13 | HV | Angela Clavijo     | 1 tháng 9, 1993 (21 tuổi)   | 15   | 0   | Club Kamatsa        |
| 14 | HV | Nataly Arias       | 2 tháng 4, 1986 (29 tuổi)   | 43   | 6   | Atlanta Silverbacks |
| 15 | TĐ | Tatiana Ariza      | 21 tháng 2, 1991 (24 tuổi)  | 35   | 8   | CD Gol Star         |
| 16 | TĐ | Lady Andrade       | 10 tháng 1, 1992 (23 tuổi)  | 41   | 7   | CD Palmiranas       |
| 17 | HV | Carolina Arias     | 2 tháng 9, 1990 (24 tuổi)   | 38   | 0   | CD Palmiranas       |
| 18 | TĐ | Yisela Cuesta      | 27 tháng 9, 1991 (23 tuổi)  | 4    | 1   | Formas Íntimas      |
| 19 | TV | Leicy Santos       | 16 tháng 5, 1996 (19 tuổi)  | 13   | 2   | Club Besser         |
| 20 | TĐ | Laura Cosme        | 5 tháng 3, 1992 (23 tuổi)   | 5    | 1   | CD Palmiranas       |
| 21 | TV | Isabella Echeverri | 16 tháng 6, 1994 (20 tuổi)  | 14   | 1   | Đại học Toledo      |
| 22 | TM | Catalina Pérez     | 8 tháng 11, 1994 (20 tuổi)  | 4    | 0   | Đại học Miami       |
| 23 | TĐ | Manuela González   | 29 tháng 8, 1995 (19 tuổi)  | 1    | 0   | CD Palmiranas       |

### Pháp
Danh sách 23 cầu thủ được công bố ngày23 tháng 4 năm 2015.
Huấn luyện viên trưởng: Philippe Bergeroo
| Số | VT | Cầu thủ             | Ngày sinh (tuổi)            | Trận | Bàn | Câu lạc bộ          |
| -- | -- | ------------------- | --------------------------- | ---- | --- | ------------------- |
| 1  | TM | Céline Deville      | 24 tháng 1, 1982 (33 tuổi)  | 65   | 0   | FCF Juvisy          |
| 2  | HV | Wendie Renard (c)   | 20 tháng 7, 1990 (24 tuổi)  | 65   | 16  | Olympique Lyon      |
| 3  | HV | Laure Boulleau      | 22 tháng 10, 1986 (28 tuổi) | 57   | 0   | Paris Saint-Germain |
| 4  | HV | Laura Georges       | 20 tháng 8, 1984 (30 tuổi)  | 158  | 6   | Paris Saint-Germain |
| 5  | HV | Sabrina Delannoy    | 18 tháng 5, 1986 (29 tuổi)  | 25   | 2   | Paris Saint-Germain |
| 6  | TV | Amandine Henry      | 28 tháng 9, 1989 (25 tuổi)  | 39   | 3   | Olympique Lyon      |
| 7  | TV | Kenza Dali          | 31 tháng 7, 1991 (23 tuổi)  | 11   | 2   | Paris Saint-Germain |
| 8  | HV | Jessica Houara      | 29 tháng 9, 1987 (27 tuổi)  | 32   | 1   | Paris Saint-Germain |
| 9  | TĐ | Eugénie Le Sommer   | 18 tháng 5, 1989 (26 tuổi)  | 104  | 44  | Olympique Lyon      |
| 10 | TV | Camille Abily       | 5 tháng 12, 1984 (30 tuổi)  | 145  | 29  | Olympique Lyon      |
| 11 | TV | Claire Lavogez      | 18 tháng 6, 1994 (20 tuổi)  | 9    | 1   | Montpellier HSC     |
| 12 | TV | Élodie Thomis       | 13 tháng 8, 1986 (28 tuổi)  | 116  | 31  | Olympique Lyon      |
| 13 | TĐ | Kadidiatou Diani    | 1 tháng 4, 1995 (20 tuổi)   | 5    | 1   | FCF Juvisy          |
| 14 | TV | Louisa Nécib        | 23 tháng 1, 1987 (28 tuổi)  | 125  | 32  | Olympique Lyon      |
| 15 | TV | Élise Bussaglia     | 24 tháng 9, 1985 (29 tuổi)  | 143  | 26  | Olympique Lyon      |
| 16 | TM | Sarah Bouhaddi      | 17 tháng 10, 1986 (28 tuổi) | 93   | 0   | Olympique Lyon      |
| 17 | TĐ | Gaëtane Thiney      | 28 tháng 10, 1985 (29 tuổi) | 122  | 55  | FCF Juvisy          |
| 18 | TĐ | Marie-Laure Delie   | 29 tháng 1, 1988 (27 tuổi)  | 85   | 57  | Paris Saint-Germain |
| 19 | HV | Griedge Mbock Bathy | 26 tháng 2, 1995 (20 tuổi)  | 9    | 0   | EA Guingamp         |
| 20 | HV | Anaïg Butel         | 15 tháng 2, 1992 (23 tuổi)  | 8    | 0   | FCF Juvisy          |
| 21 | TM | Méline Gérard       | 30 tháng 5, 1990 (25 tuổi)  | 1    | 0   | Olympique Lyon      |
| 22 | HV | Amel Majri          | 25 tháng 1, 1993 (22 tuổi)  | 7    | 1   | Olympique Lyon      |
| 23 | TV | Kheira Hamraoui     | 13 tháng 1, 1990 (25 tuổi)  | 15   | 0   | Paris Saint-Germain |

### México
Danh sách 24 cầu thủ được công bố ngày 11 tháng 5 năm 2015. Danh sách cu roster was published on 20 tháng 5 năm 2015.
Huấn luyện viên trưởng: Leonardo Cuéllar
| Số | VT | Cầu thủ            | Ngày sinh (tuổi)            | Trận | Bàn | Câu lạc bộ              |
| -- | -- | ------------------ | --------------------------- | ---- | --- | ----------------------- |
| 1  | TM | Cecilia Santiago   | 19 tháng 10, 1994 (20 tuổi) | 39   | 0   | Cầu thủ tự do           |
| 2  | HV | Kenti Robles       | 15 tháng 2, 1991 (24 tuổi)  | 40   | 0   | RCD Espanyol            |
| 3  | HV | Christina Murillo  | 28 tháng 1, 1993 (22 tuổi)  | 22   | 0   | Đại học Michigan        |
| 4  | HV | Alina Garciamendez | 16 tháng 4, 1991 (24 tuổi)  | 46   | 1   | Cầu thủ tự do           |
| 5  | HV | Valeria Miranda    | 18 tháng 8, 1992 (22 tuổi)  | 12   | 0   | Pumas UNAM              |
| 6  | TV | Jennifer Ruiz      | 9 tháng 8, 1983 (31 tuổi)   | 31   | 4   | Cầu thủ tự do           |
| 7  | TV | Nayeli Rangel (c)  | 28 tháng 2, 1992 (23 tuổi)  | 67   | 6   | Cầu thủ tự do           |
| 8  | TV | Teresa Noyola      | 15 tháng 4, 1990 (25 tuổi)  | 38   | 3   | Houston Dash            |
| 9  | TĐ | Charlyn Corral     | 11 tháng 9, 1991 (23 tuổi)  | 28   | 15  | Merilappi United        |
| 10 | TV | Stephany Mayor     | 23 tháng 9, 1991 (23 tuổi)  | 50   | 10  | UDLA Puebla             |
| 11 | TĐ | Mónica Ocampo      | 4 tháng 1, 1987 (28 tuổi)   | 73   | 14  | Sky Blue FC             |
| 12 | TM | Pamela Tajonar     | 2 tháng 12, 1984 (30 tuổi)  | 37   | 0   | Sevilla FC              |
| 13 | HV | Greta Espinoza     | 5 tháng 6, 1995 (20 tuổi)   | 11   | 0   | Arizona Strikers        |
| 14 | HV | Arianna Romero     | 29 tháng 7, 1992 (22 tuổi)  | 29   | 1   | Washington Spirit       |
| 15 | HV | Bianca Sierra      | 25 tháng 6, 1992 (22 tuổi)  | 30   | 0   | Boston Breakers         |
| 16 | TV | Mónica Alvarado    | 11 tháng 1, 1991 (24 tuổi)  | 20   | 0   | Đại học Kitô giáo Texas |
| 17 | TV | Veronica Pérez     | 18 tháng 5, 1988 (27 tuổi)  | 73   | 8   | Washington Spirit       |
| 18 | TV | Amanda Perez       | 31 tháng 7, 1994 (20 tuổi)  | 4    | 0   | Đại học Washington      |
| 19 | TĐ | Renae Cuéllar      | 24 tháng 6, 1990 (24 tuổi)  | 26   | 7   | Washington Spirit       |
| 20 | TV | Maria Sánchez      | 20 tháng 2, 1996 (19 tuổi)  | 0    | 0   | Cầu thủ tự do           |
| 21 | TĐ | Anisa Guajardo     | 10 tháng 3, 1991 (24 tuổi)  | 13   | 4   | Heidelberg United       |
| 22 | TV | Fabiola Ibarra     | 2 tháng 2, 1994 (21 tuổi)   | 3    | 0   | Club Tijuana            |
| 23 | TM | Emily Alvarado     | 9 tháng 6, 1998 (16 tuổi)   | 0    | 0   | Texas Rush              |